# Martina Zünkler
Martina Zünkler ist eine deutsche Juristin und Rechtsanwältin mit Schwerpunkt im Verwaltungsrecht. Von 2000 bis 2007 war sie Richterin des Verfassungsgerichtshofes des Landes Berlin.

## Beruflicher Werdegang
Zünkler studierte Germanistik, Politik- und Rechtswissenschaften an der Freien Universität Berlin. 1991 erwarb sie die Zulassung als Rechtsanwältin; seit 1997 ist Zünkler Fachanwältin für Verwaltungsrecht. Zünkler nennt als Schwerpunkte ihrer anwaltlichen Tätigkeit im Besonderen das Beamtenrecht, das Migrations- und Staatsangehörigkeitsrecht, das Hochschulrecht, das Haftungsrecht und das Verfassungsrecht.
Auf Vorschlag der PDS Berlin wählte das Abgeordnetenhaus von Berlin Zünkler am 8. März 2000 auf sieben Jahre als Richterin des Verfassungsgerichtshofes von Berlin. Sie erhielt 87,2 Prozent der abgegebenen Stimmen. Damit hatte zum ersten Mal die PDS erfolgreich eine Kandidatin vorgeschlagen. Martina Zünklers Amtszeit endete im Juni 2007.

## Politische Positionen
Martina Zünkler unterzeichnete 1998 eine Resolution gegen die Neuregelung des Asylbewerberleistungsgesetzes und später einen Appell von Juristinnen und Juristen zur Abschaffung des § 219a StGB. Zünkler ist parteilos.

## Ämter und Mitgliedschaften
- Mitglied des Republikanischen Anwältinnen- und Anwältevereins
- Mitglied des Deutschen Anwaltvereins
- Mitglied des Berliner Anwaltsvereins
- Mitglied des Sozialausschusses der Berliner Rechtsanwaltskammer[6]
- Mitglied der Satzungsversammlung der Bundesrechtsanwaltskammer[1][7]

## Publikationen (Auswahl)
- Michael Findeisen, Barbara Hoepner, Martina Zünkler: Der Strafrechtliche Ehrenschutz. Ein Instrument zur Kriminalisierung politischer Meinungsäußerungen. In: Zeitschrift Für Rechtspolitik, Band 24, Nummer 7, Verlag C.H.Beck, 1991, S. 245–49
- Normenkontrolle i. S. Mietendeckel. Bundesverfassungsgericht und/oder Berliner Verfassungsgerichtshof. In: Berliner Anwaltsblatt, 11/2020